# Comuna Mologa, Cetatea Albă
Moloha (în ucraineană Молога) este o comună în raionul Cetatea Albă, regiunea Odesa, Ucraina, formată din satele Bâcoza, Mologa (reședința), Potcha și Seimenii-Noi.

## Demografie
Componența lingvistică a comunei Mologa
     Ucraineană (89,91%)
     Rusă (6,65%)
     Română (2,14%)
     Alte limbi (1,1%)
Conform recensământului din 2001, majoritatea populației comunei Mologa era vorbitoare de ucraineană (89,91%), existând în minoritate și vorbitori de rusă (6,65%) și română (2,14%).